# Стецівська волость (Звенигородський повіт)
Стецівська волость — історична адміністративно-територіальна одиниця Звенигородського повіту Київської губернії з центром у селі Стецівка.
Станом на 1886 рік складалася з 15 поселень, 8 сільських громад. Населення — 4211 осіб (2106 чоловічої статі та 2105 — жіночої), 751 дворове господарство.
|                     | Площа, десятин | У тому числі орної, дес. |
| ------------------- | -------------- | ------------------------ |
| Сільських громад    | 3546           | 3269                     |
| Приватної власності | 4733           | 3849                     |
| Іншої власності     | 143            | 133                      |
| Загалом             | 8422           | 7251                     |

Поселення волості:
- Стецівка — колишнє власницьке село при річках Княжа, Стецівка та Шполка, 1780 осіб, 311 дворів, православна церква, школа, 3 постоялих будинки, 3 лавка, 2 водяних і 15 вітряних млинів.
- Іскряна — колишнє власницьке село, 1085 осіб, 216 дворів, православна церква, школа, 2 постоялих будинки, 10 вітряних млинів.
- Кам'януватка — колишнє власницьке село при річках Гарбузинка та Татарка, 306 осіб, 54 двори, православна церква, школа, 3 постоялих будинки, 3 вітряних млини.
- Чичиркозівка — колишнє власницьке село при безіменній річці, 850 осіб, 167 дворів, православна церква, школа, 2 постоялих будинки, 11 вітряних млинів.

Старшинами волості були:
- 1909 року — Микита Антонович Кравченко[2];
- 1910 року — Леонтій Гаврилович Сокирка[3];
- 1912—1913 роках — Лука Федорович Любаренко[4],[5];
- 1915 роках — Іван Мруженко[6].